# 爱德华·斯滕乔尤
爱德华·斯滕乔尤（羅馬尼亞語：Eduard Stăncioiu，1981年3月3日—），罗马尼亚男子足球运动员，司职守门员。他曾代表罗马尼亚国家队参加2008年欧洲足球锦标赛，结果队伍止步小组赛阶段。